# CBR.
CBR. (Comic Book Resources), precedentemente noto come CBR.com, è un sito web dedicato a notizie e discussioni su film, televisione, anime, videogiochi e fumetti. È di proprietà di Valnet, società madre di pubblicazioni come Screen Rant, Collider, MovieWeb e XDA Developers.

## Storia
Comic Book Resources fu fondato da Jonah Weiland nel 1995 come sviluppo del Kingdom Come Message Board, un forum che Weiland aveva creato per discutere l'allora nuova miniserie DC Comics con lo stesso nome.
Comic Book Resources presenta rubriche scritte da professionisti del settore tra cui Robert Kirkman, Gail Simone e Mark Millar. Altre rubriche sono pubblicate da storici e critici di fumetti come George Khoury e Timothy Callahan.
Nell'aprile 2016, Comic Book Resources è stata venduta a Valnet Inc., una società nota per l'acquisizione e la proprietà di proprietà dei media tra cui Screen Rant. Il sito è stato rilanciato come CBR.com il 23 agosto 2016 con i blog integrati nel sito.
L'azienda ha anche gestito un canale YouTube dal 2008, con 3,5 milioni di abbonati al 10 dicembre 2020.